# Pavetta hispida
Pavetta hispida är en måreväxtart som beskrevs av William Philip Hiern. Pavetta hispida ingår i släktet Pavetta och familjen måreväxter. Inga underarter finns listade i Catalogue of Life.